# チャウダー (アニメ)
チャウダー（Chowder）は、アメリカ合衆国のテレビアニメ。アメリカ合衆国では現地のカートゥーン ネットワークで2007年11月2日から、日本では2010年1月24日から放送開始。
プライムタイム・エミー賞にノミネートされたこのアニメは、『スポンジ・ボブ』や『ビリー&マンディ』に参加したアニメーション演出家のCH・グリーンブラットがこの番組を制作している。この作品はセル・ストップモーション・あやつり人形の組み合わせとなっている。

## 製作

### 企画・制作
『スポンジ・ボブ』制作の傍ら、グリーンブラットは、自分のアニメシリーズのコンセプトを練るため、様々なキャラクターのスケッチを行っていた。グリーンブラットが最初に練っていたアイデアは、"王様の剣"といった作品にみられるような、魔法使いとその弟子の周りを描いた話だった。このアイデアは、偉大なシェフが若い弟子に料理のイロハを教えていくというチャウダーのストーリーに結び付いた。チャウダー自身は子供用の柔らかいおもちゃからヒントを得てできたキャラクターである。
インスピレーションはリチャード・スカーリーの絵本からだけでなく、アメリカ合衆国で土曜朝に放送されていたテレビアニメからも得られている。シュニッツェルは1990年代後半から行ってきた、こうしたキャラクターデザインの練習から生まれたものである。
グリーンブラットがカートゥーン ネットワークにアイデアを持ってきて採用されるのに2年かかり、パイロット版制作から放送までにまた1年かかっている。グリーンブラット本人は『チャウダー』を構想してから実際に番組として放送されるまで7年かかったと話している。
1シーズンあたりにつき30分のエピソードが20本分制作された。いずれのエピソードの導入部には、30秒ほどの人形劇が入り、その人形劇はエンディングクレジットへつながっていく。本放送時、アメリカ合衆国のカートゥーン ネットワークは人形劇のシーンを放送しなかったが、2008年6月5日から始まった再放送では、人形劇のパートも放送した。アメリカ合衆国ではiTunes store からエピソードの購入・視聴ができ、米カートゥーン ネットワークのVODサイトでもエピソードの配信がされている。

### 制作手法
本作で使用されているユニークな技法のひとつに、キャラクターの服や皮膚の模様に関するものがある。これらの模様は、フルスクリーンの画像として作られ、プロダクション・ハウスに送られた後、キャラクターの模様を上からかぶせるための修正が行われる。この技法を用いることにより、キャラクターが動いてもその模様が動かず固定された背景のように見える。この技法は『さよなら絶望先生』や『巌窟王』といった日本のアニメでも用いられている。
本作ではかつてグリーンブラットが携わっていた『スポンジ・ボブ』や『ビリー&マンディ』と同様の、ストーリーボード（絵コンテ）主導による制作が行われた。この方法では通常のアニメシリーズで用いられる脚本の代わりに2ページ程度にまとめられたアウトラインが用意され、それを基にして各話のストーリーボードが制作される。このアウトラインはエピソード概要の他キャラクターの心情、行動といったものが記されているが、台詞などの具体的なものは省かれているためストーリーボード担当者が独自で台詞やギャグを考え、自分の裁量でエピソードを構築することができる。また、作画が面倒なシーンを省くかどうかの判断もこの段階で可能としている。一方で、ストーリーボード担当者が脚本、演出、役者、編集を一任するような形となることから責任が重くなるほか、脚本の構造を理解しているアーティストを探す必要が生じるという問題点がある。しかしグリーンブラットはこの手法を気に入っており、かつてのワーナー・ブラザースでもこのような手法が採られていたことを挙げ、視覚的なアプローチが可能なことと、困難を伴うが正しく運用できればスタッフにとってやりがいのあるものとなると述べている。

### 番組の終焉
2009年、カートゥーン ネットワークはスタント番組などの放送開始に伴い、『チャウダー』の打ち切りを発表した。グリーンブラットは自身のブログで「自分の番組がテレビ局によって打ち切りになるのは非常につらいが、長々と続くよりは良いと思っている。ポスト・プロダクションの段階、私のスケジュールは一段落を迎えた。こういったゆっくりする時間は今まで得たことがない。チャウダーは私に多大なる可能性を教えてくれた上に、私に今まで以上のひらめきを与えてくれた」と記述した。
後にグリーンブラットは他の多くのスタッフとともにディズニーと契約を結び、彼自身も『スイチュー! フレンズ』にて演出を務めた。
なお、『チャウダー』自体は2012年4月20日からCartoon Planetという再放送枠で放送されている。

## 設定
チャウダーの舞台となる架空の都市マジパンシティの建物はモロッコとインドの建築様式が元になっている。マジパンシティの住人には、人間のほかにも、擬人化された動物や妖精・ロボット・マンモス・フクロウといったシュールなものまでさまざまなものがいる。番組のユーモアには、言葉遊びやメタ・リファレンスが用いられている。たとえば、人物名・地名は実際の食べ物の名からとられているのに対し、劇中で登場する食べ物は"grubble gum", "thrice cream"、 "blutter"といったようにもじられている。
第四の壁がよく破られるのもこの番組のユーモアの一つである。たとえば、『ガスパチョのお笑いライブデビュー!』（原題："Gazpacho Stands Up"）という回においてチャウダーが字を習う場面があり、画面上にいろいろ書きだす。それをガスパッチョは消すが、画面右上に常に出ているカートゥーンネットワークのロゴだけを残す。チャウダーがたずねると、ガスパッチョは消そうとしたができなかったことを伝える。

## 評価
本放送後、新聞やインターネット上のアニメ評価サイトでは、この番組について様々な感想が飛び交った。好意的な感想を寄せられた一方、「番組のユーモアがその場しのぎで下品である」「ネタを使いまわしている」といった意見も2つあった。
ハリウッド・レポーターのバリー・ギャリソンはエキゾチックなビジュアル、ユニークな設定、キャラクターの面白さで、子供も大人も楽しめると評した。Toon Zoneの Ed Liuは、ティーン向けになることなく子供が楽しめるユーモアを含んでいると評価し、内容と敵役のクレイジーさをほめたが、『チャウダー』はまだ発展途上でもう少し時間があれば彼にとっても面白くなるだろうと読者に念を押した。
Animation InsiderのAaron H. Bynumもこの番組について言及しており、設定やクレージーなキャラクターについても言及した後、『チャウダー』はカートゥーン ネットワークがここ数年で生み出してきた大ヒット作の一つであると締めくくった。
ニューヨーク・タイムズも作品のスタイリッシュさについては評していたが、Kimchiといった物理的なユーモアに関しては疑問を抱いており、マイク・ヘイルは脚本がつまらないと話している。The Daily Texanのロバート・リッチも『ビリー&マンディ』『スポンジ・ボブ』といったグリーンブラットのヒット作と似たり寄ったりだと述べている。また、チャウダーの食習慣には問題があり、子供の肥満を招くのではないかと心配する声も上がっていると述べている。リッチはこの番組は個性がなく陳腐で2000年代に放送されたほかのアニメと何ら変わりがないと批評した。

## あらすじ
幻想的な街マジパンシティにあるケータリング料理店。ここに勤める小さな見習いシェフ・チャウダーは、いつか偉大なシェフを夢見て、一流シェフ・ムーング・ダールの元で料理を学ぶのだが、必ずトラブルを起こすのであった。

## 登場人物
いずれのキャラクターも食べ物から名前がとられている。
チャウダー（Chowder）
声：ニッキー・ジョーンズ/武田華
本作の主人公。料理人ムーング・ダールの弟子。クマとウサギを合わせたような生き物。作中でもしばしばこのことを指摘される。食欲旺盛で料理好き。一流のシェフを夢見るが、落ち着きが無くしょっちゅうトラブルを引き起こす(ムーングには「注意散漫」だと言われていた)。1人で料理を作った際、間違えて毒を入れてしまったり、ゴミの塊のようなものを作り上げムーングを困らせた。しかしビッグ・フードの身体等、頑張れば普通の料理も作れるようである。パニーニが苦手で、いつも彼女のアプローチに対し「僕は君の彼氏じゃない!（I'm not your boyfriend!）」と叫び逃げ回っている。ムーングから跡継ぎを任命された際には、自らが見習いであり続けたいことを20年間歌い続けた。自分が大人にならないことで、パニーニやゴルゴンゾーラに傷を負わせていることを自覚したチャウダーは遂に大人になることを決心。ムーングから店を引継いでスクラップという弟子を取り、パニーニと結婚している。
なっとう（原語版：Kimchi）
声：CH・グリーンブラット
チャウダーのペット。茶色い雲のような姿をしており、屁のような鳴き声をする。消耗が激しいようだが、チャウダーを乗せて空を飛ぶこともできる。
ムーング・ダール（Mung Daal）
声：ドワイト・シュルツ/岩崎ひろし
マジパン・シティでケータリング業を営むシェフ。料理の腕は超一流で、自分がとてもモテると思いこんでいる。チャウダーに翻弄されているが、実際は彼のことを可愛がっており、恋愛についてアドバイスもしている。ミス・エンダイブとは犬猿の仲で、顔を合わせる度にしかめっ面で「エンダーイブ…！」と呟くのがお決まりとなっている。はっきりとした年齢は不明だが、 386年間シェフをやってきたという発言をしている場面もある。また、マジパンシティのフードフェスティバルには411回参加しているらしく、トリュフと結婚して450年経っている。トリュフを心から愛しているが、一方で女好きのような一面も見られ、ナンパをしてはトリュフに制裁を受けている。20年後の未来では、料理人を引退し、トリュフとフロリダへ旅立った。
名前のネタ元はインド料理であるリョクトウ（ムーング）のダールで、話し言葉もインドなまりになるはずだった。
シュニッツェル（Schnitzel）
声：ケビン・マイケル・リチャードソン（"The Froggy Apple Crumple Thumpkin"のみ）、ジョン・ディマジオ/間宮康弘
ムーング・ダールの店で使用人として働く、大きな岩のモンスター。『ラダ』（"Radda"）の連発か、簡単な言葉しか話せない。が、他の登場人物達はシュニッツェルの言葉をしっかりと理解できている（トリュフ以外）。またエピソードによっては、普通に話したこともある。
ムーングの雑用やチャウダーの起こしたトラブルの後始末を担う。また、怪力を誇るため、荷物運びを任されることもある。
興奮しやすい人物に突っ込みを入れる役回り（straight man）になることが多いが、本人も怒りやすい性格である。チャウダーの悪ふざけに腹を立てることが多いが、チャウダーに弱く、永遠に消えたと思いこんだ時は泣いたこともあった。もう大人であると思われるが、クニシュマスの時期には子供のように人一倍はしゃいでいる。20年後の未来では、ミス・エンダイブと結婚している。
シュニッツェルの初登場回である『チャウダーのシェフ修行』（原題："The Froggy Apple Crumple Thumpkin"）では、ケビン・マイケル・リチャードソンが声を当てたが、リチャードソンは多忙でこの番組を降板したため、ジョン・ディマジオが代役を務めた。
なお、シュニッツェルはパートタイムでコメディアンの仕事も行っている。
名前の由来はヨーロッパの肉料理・シュニッツェル。
トリュフ（Truffles）
声：タラ・ストロング/伊倉一恵
ムーング・ダールの妻であるピクシー。とても気が強く、しっかり者。夫が料理に専念できるよう店をしっかり取り仕切る。ゲームが大好きで非常に強い。20年後は、ムーングとフロリダへ旅立った。
なお、モデルはグリーンブラットの母親である。
ガスパチョ（Gazpacho)
声：ダナ・スナイダー/最上嗣生
マンモスのような姿をした果物売り。独身で、ことあるごとに母親のことを話題に出すマザコンである。
チャウダーとは仲が良く、色々な相談に乗っているが、大抵は滅茶苦茶な解決策で事態を余計にややこしくしてしまうトラブルメーカーである。
ガスパチョの店は商店街ではかなり上の立場にあるようで、彼の一声であらゆる店を出入り禁止にすることができる。
またガスパチョの母親については一度姿が映ったこともあるが、エピソードによってはガスパチョが母親の姿をして自分と母親を演じるという、ガスパチョの多重人格を示唆するような場面もある。
20年後の未来では、自らの夢を実現させた。
パニーニ（Panini）
声：リリアナ・マミー/新井里美
ミス・エンダイブの弟子であるウサギとネコの少女。かなり積極的な性格。チャウダーに一目惚れして以来、一方的なアプローチを仕掛けているが、彼に迷惑がられている。料理の腕はチャウダーより上なようで、エンダイブから許可を得て露店を開いたこともある。耳がかなり柔軟に動き、物を掴んで投げたり、プロペラのように回して飛行することも可能。本気で怒ると黒猫のような姿になることもある。20年後は、アンブロシアという弟子を取りマフィンの店を開く。チャウダーが大人にならなかったため精神を病み、アンブロシアを赤ちゃん扱いしていたが、遂に大人になったチャウダーと結婚。50人もの子供をもうけた。
ミス・エンダイブ（Ms. Endive）
声：ミンディ・スターリング/よのひかり
パニーニの上司。ムーングとは犬猿の仲。『やめないで! シュニッツェル』でムーングたちにこき使われて腹を立てたシュニッツェルが自分の店で働いて以来、シュニッツェルを気に入っているようである。20年後の未来では、シュニッツェルと結婚している。
製作者たちは、ウンパ・ルンパカラーのマーサ・スチュワートとして描いている。また、グリーンブラットは 彼女の名前のキャラクター造形は、エンダイブが独特の苦みを持つのにベルジアン・エンダイブ（Belgian endive）は高級品とされていることから、無情だが上品な人物にしたと話している。
ゴルゴンゾーラ（Gorgonzola）
声：ウィル・シャドリー/よのひかり
ろうそく立てが仕事のスティルトンの弟子。頭にろうそくを乗せた緑色のネズミのような姿をしている。嫌味な性格だが実は泣き虫。ろうそくの火は気合で大きく燃やすことが可能で、本気を出すと火炎放射のようなこともできる。20年後の未来では、ロウソク株式会社の社長となる。地位と権力を得ても、ライバルであるチャウダーが大人にならなかったため張り合いのない日々を送っており、ケバブという秘書にチャウダーの服を着せて罵ることで不満を満たしている。
グリーンブラットのブルーチーズ嫌いから、チャウダーと合わないキャラクターにゴルゴンゾーラというチーズからとられた名前を付けた。
スティルトン（Stilton）
ゴルゴンゾーラの師匠である男性。ゴルゴンゾーラ同様、頭にろうそくを乗せている。配偶者やガールフレンドと呼べるものはおらず、よく女性に声をかけている。ゴルゴンゾーラの顔にげっぷを吹きかけたりと、彼をぞんざいに扱っている。いつも片手にソーダ水を持っている。
セビーチェ（Ceviche）
声：エラン・ガーフィアス
パテの弟子で、パニーニの親友であるヤギの男の子。おっとりした性格で、人助けをよくする優等生。パニーニに片想いしており、彼女のことになると暴走することもある。
パテ
ダンサーをしている人間の男性で、セビーチェの師匠。マジパンシティで行われる催し物では、司会をすることもある。
キウイ（Kiwi）
声：CH・グリーンブラット
ピンク色の毛むくじゃらのモンスター。周りに虫が飛んでいる。時々現れては冷静なコメントを残していく。
チェストナッツ（Chestnut）
声：トーン・ロック→ジョン・ディマジオ/間宮康弘
青色の小さい怪物。「ディンガリン・ディンガルン」が口癖。
拾った物をすぐに別荘や家具として使おうとする。かなり小さいが、腕っぷしは強い。

### ゲストキャラクター
ミスター・フグ
声 - ボブ・ジョウルズ/浦山迅
ムーングダール・ケータリングサービスの上客にしてスポンサー。赤い風船の姿をした男性で、誰かが紐を持っていないと飛んでいってしまう。とてもグルメだが横暴で、チャウダーよりも食い意地が張っている。
フォアグラ
声 - ジョージ・タケイ
ミスター・フグの付き人を務める招き猫。ミャオとしか話せない。
シナミニモンスター
何でも小さくしてしまうスパイス「シナミニ」の木に住むモンスター。青くフサフサした象のような姿をしている。友達がおらず孤独に暮らしており、一見可哀想だが実は非常にわがままな性格。
ラーメン
ムーングの師匠。
ガンボ
声 - リチャード・カインド
ムーングがチャウダーの前に弟子にしていた人物。チャウダーとムーングを足したような顔をしている。非常にプライドが高く、ムーングにアドバイスされたことを「否定された」と思い込み弟子を辞めた。そのためムーングを逆恨みしており、チャウダーを「命懸けの迷路」に誘い込んで恨みを晴らそうとした。
ミス・ベラム（Ms. Sara Bellum）
声 - ジェニファー・マーティン/高乃麗
『パワーパフガールズ』からのカメオ出演。
バブルス（Bubbles）
声 - タラ・ストロング/南里侑香
『パワーパフガールズ』からのカメオ出演。
ルーベン
声 - ポール・ルーベンス
豚の男性。紳士風の出で立ちだが、無銭飲食や詐欺の常習犯である。フライセンスの試験官も務めている。
ローズマリー
整体師をしている鳥の女性。かなりふてぶてしい性格で、とても強い。
マーマレード
豚とカエルの少女。チャウダーと意気投合して友人になる。
その仲はパニーニを激しく嫉妬させたが、マーマレードはセビーチェの方が好きなようである。
レモン
柔道着を着たレモン頭の男性。ガスパチョの家の近所に住む友人。
トッド
彼氏のできないエンダイブが「ムキムキケーキ」のレシピから作った男性。
焼き方が甘かったようで醜い姿だが、綺麗な心を持ったロマンチストなので人気者になった。
マーガリン
ミス・エンダイブに仕える使用人。ゾンビのような姿をしている。
豆腐
シュニッツェルがムーングの店を辞めた時、ムーングがシュニッツェルの代わりに連れてきた使用人。
「とうふ！」が口癖で、タマゴにいじめられたトラウマを持つ。店を壊すのですぐにクビにされたが、それを含めるとクビは52回目らしい。
ホーギー巡査
マジパン警察に勤務する犬の警官。
アルボル
声 - ロン・パールマン
良い樹液が採れるというアルボリアンの木。非常に横暴な性格で、家族が多い。
神様
マジパンシティ上空の雲の上に住んでいる。登場人物が空まで飛んでいくシーンに登場し、生活の邪魔をされては怒って雷を落とす。
因みに神様の更に上空にはパペットの姿をしたグリーンブラットが住んでおり、一度シュニッツェルにアドバイスしたことがある。
巨人
マジパンシティを下から支えている巨人。バープルナープルが大好き。

## スタッフ

### 制作スタッフ
- 原作・監督 - CH・グリーンブラット
- スーパーバイジングディレクター - エディ・ホウチンス
- クリエイティブディレクター - ウィリアム・レイス
- アートディレクター - ダン・クラール、リン・ネイラー、ジョー・ブリンゲリ
- キャラクターデザイン - セラピオ・カーム、フィル・リンダ、マーク・バックハンド、CH・グリーンブラット
- 背景デザイン - ビル・フローレス、レベッカ・ラモス
- 音楽 - ダン・ボーア、ザック・パイク
- キャスティング・録音監督 - コレット・サンダーマン
- 音響効果監督 - ティモシー・J・ボルケーツ、トム・シスロ
- プロデューサー - ルイス・J・カック
- エグゼクティブプロデューサー - ブライアン・A・ミラー
- 製作責任 - ジェイ・バスティアン
- アニメーション制作 - カートゥーン ネットワーク・スタジオ
- 制作協力 - ホンイン・アニメーション、ハンホ興業（英語版）
  - 海外側アニメーションディレクター（ノンクレジット） - Horseman Cao（上海禾圣实业有限公司（中国））、ピエール・デセルス、キエロン・シーモンズ
- ストップ・モーション / 人形操演 - スクリーン・ノベルティーズ
- 製作 - カートゥーン・ネットワーク

### 日本語版スタッフ
- 演出 - 依田孝利
- 翻訳 - 小島さやか
- プロデューサー - 岡田由里子
- 制作 - 丸山晋
- 製作 - カートゥーン ネットワーク

## エピソード
2009年9月3日現在、30分のエピソードが51話分放送されてきた。
第2シーズンは20話分作ってあり、2008年11月6日にアメリカ合衆国で放送されたシーズンスタート"Panini for President/Chowder's Babysitter"（邦題: 『パニーニの選挙戦!/ベビーシッター大騒動!』）は、番組史上初の長編エピソードとなっている。第3シーズンは2009年10月15日からアメリカ合衆国で放送がスタートされ、シーズンスタートエピソードは"Hands on a Big Mixer"（邦題: 『巨大ミキサーを手に入れろ!』）である。ファイナルシーズンまで製作されており、30分エピソードが9つある。オープニングのオーブンに入っているものは37種類（複数登場もあり）。

### 第1シーズン（2007年 - 2008年）
1. 大好き!ダイスクリームマン（The Thrice Cream Man）/トリュフのダイエット大作戦（The Flibber-Flabber Diet）
2. チャウダーのシェフ修行（The Froggy Apple Crumble Thumpkin）/チャウダーはパニーニの彼氏?（Chowder's Girlfriend）
3. 食べたい!!ゆでまぜタマゴ（Majhongg Night）/奇跡の恋はクサイ?（Stinky Love）
4. フライセンスを手に入れろ!（Certifrycation Class）/だれもが心にうたう豆!（The Sing Beans）
5. おそるべし!バンノウガム（Grubble Gum）/さびしがりのシナミニモンスター（The Cinnamini Monster）
6. 迷走デリバリー?シェフの直感（The Wrong Address）/キケンなお客にご用心!（The Wrong Customer）
7. バープルナープルを奪え!（Burple Nurples）/シュニッツェルの長い一日（Shnitzel Makes a Deposit）
8. ガスパチョのお笑いライブデビュー!（Gazpacho Stands Up）/対決!!フード・フェスティバル（A Taste of Marzipan）
9. 脱出せよ!スッパーベリーの王国（The Puckerberry Overlords）/トリュフのガールズ・トーク（The Elemelons）
10. 初挑戦!ハナクソ野球（Sniffleball）/結婚記念日の危機!（Mung on the Rocks）
11. 眠れるムーングを追いかけろ!（The Heavy Sleeper）/キョーフのカビカビ・パニック!（The Moldy Touch）
12. ゴキゲン・フルーツのためならば（At Your Service）/ミスター・フグのグルメツアー（Chowder and Mr. Fugu）※ジョージ・タケイのゲスト出演回[28]
13. チャウダーのトイレ大ピンチ!（The Vacation)/夜食モンスターあらわる!（The Sleep Eater）
14. 世界一のパパ!?チャウダー（The Bruised Bluenana）/シュニッツェルのモーレツ特訓!（Shnitzel and the Lead Farfel）
15. 急げ!日没までのデリバリー（The Thousand Pound Cake）/お店の危機!キョーフのサンドイッチ（The Rat Sandwich）
16. 帽子を取りかえせ大作戦!（Chowder Loses His Hat）/禁断のレシピ!アタマヨクナーレ（Brain Grub）
17. 勝ちとれ!栄光の金メダル（The Apprentice Games）※北京オリンピックスペシャル、30分スペシャル
18. チャウダーのお使いはタイヘン!（Broken Part）/命がけの完熟ミーチパイ作り（The Meach Harvest）
19. やめないで!シュニッツェル（Shnitzel Quits）※30分スペシャル
20. ガスパチョの店、出入り禁止!!（Banned From the Stand）/チャウダーだってお役に立ちたい!（Creme Puff Hands）

### 第2シーズン（2008年 - 2009年）
1. 大迷惑!アルボリアン一族（The Arborians）/涙のガレージセール騒動（The Garage Sale）
2. キケン!激辛チャウダー（The Fire Breather）/コケモモサーカス入団!（The Flying Flinger Lingons）
3. パニーニの選挙戦!（Panini for President）/ベビーシッター大騒動!（Chowder's Babysitter）
4. チャウダーのケータリング開業!?（Chowder's Catering Company）/料理人対決：キメゼリフを言え!（The Catch Phrase）
5. みんな、ハッピークニシュマス!!（Hey, Hey It's Knishmas）※クリスマススペシャル、30分スペシャル
6. 初デートに急げ!ホーギー巡査（The Hot Date）/買い物三昧で大ピンチ!（Shopping Spree）
7. 真の男と船上パーティー（The Party Cruise）/ワンタン爆弾とムーングの過去（Won-Ton Bombs）
8. 偉大なる帽子婦人会（The Big Hat Biddies）/命がけの迷路（The Deadly Maze）
9. 見習いシェフ、合格!?（The B.L.T.'s）/トリュフの魅惑ボイス（The Trouble With Truffles）
10. ハチャメチャ!ディナー・シアター（The Dinner Theater）※30分スペシャル
11. シュニッツェル、子供になる!?（Kid Shnitzel）/ガスパチョの反撃（Gazpacho Fights Back）
12. ビッグ・ボールで対決!（Big Ball）/チャウダー、凍る!（The Brain Freeze）
13. かたつむりカー競争（The Snail Car）/キャンディー狂想曲（The Lollistops）
14. エンダイブの恥ずかしい秘密（Endive's Dirty Secret）/幻のビッグ・フード（Big Food）
15. 夢のチャウダーランド（Paint the Town）/停電とオナラ（The Blackout）
16. ムーングのサイコロ自転車（The Dice Cycle）/不幸のレシピ（The Chain Recipe）
17. 師匠はどっち!?（The Garden）/エンダイブの彼氏（Sheboodles）
18. ガスパチョのお泊まり（Gazpacho Moves In）/くさーい結婚式（My Big Fat Stinky Wedding）
19. 最高の見習い感謝デー（Apprentice Appreciation Day）/ブドウ虫と心の声（The Grape Worm）
20. パニーニに恋のライバル!?（A Faire to Remember）/シュニッツェルの謎の過去（Tofu-Town Showdown）

### 第3シーズン（2009年 - 2010年）
1. 巨大ミキサーを手に入れろ!（Hands on the Big Mixer）/危険なドライブ(The Blast Raz)
2. ガスパチョと見習いスカウトバッジ（The Apprentice Scouts）/泣き虫ベリーパイとコワイヌ（The Belgian Waffle Slobber-Barker）
3. 幽霊屋敷からの注文（The Spookiest House in Marzapan）/トリ憑かれたチャウダー（The Poultry Geist）
4. あべこべスパイスで大混乱!（A Little Bit of Pizzazz!）/ミスター・フグのパーティー・ルール（The Birthday Suits）
5. ムーング・ファイブと砂糖サファイア（The Heist）/ミス・エンダイブのイタズラの結末（The Prank）
6. 赤ちゃんVS老年木（Old Man Thyme）/チャウダー・マガジンの表紙（Chowder's Magazine）
7. シュニッツェルのひとめぼれ（Weekend at Shnitzel's）/チャウダーの味見トレーニング!（Taste Buds）
8. ガスパチョの母さんはどこ!?（Gazpacho!）/チャウダー、歌手デビュー!（The Toots）
9. チャウダー大人になる（Chowder Grows Up）※30分スペシャル、最終回

## 受賞歴
| 年   | 賞                         | 部門                                           | ノミネートまたは受賞した回                                                                          | 結果       |
| ---- | -------------------------- | ---------------------------------------------- | --------------------------------------------------------------------------------------------------- | ---------- |
| 2008 | アニー賞                   | 最優秀子供向けテレビアニメ部門 脚本賞TV部門    | C・H・グリーンブラットと William Reiss（"Burple Nurples"（邦題：『バープルナープルを奪え!』）担当） | ノミネート |
| 2008 | プライムタイム・エミー賞   | スペシャルクラス番組賞・短編形式アニメ番組部門 | "Burple Nurples"（邦題：『バープルナープルを奪え!』）                                               | ノミネート |
| 2009 | アニー賞                   | 最優秀子供向けテレビアニメ部門                 | Dan Krall （"The Heavy Sleeper"（邦題：『眠れるムーングを追いかけろ!』）担当）                      | ノミネート |
| 2009 | アニー賞                   | 声優賞TV部門                                   | ドワイト・シュルツ（ムーング・ダール）                                                              | ノミネート |
| 2009 | プライム・タイム・エミー賞 | アニメーション個人部門審査員賞                 | ジョー・ビンゲーリ                                                                                  | 受賞       |
| 2010 | アニー賞                   | 声優賞TV部門                                   | ドワイト・シュルツ、ニッキー・ジョーンズ                                                            | ノミネート |